# Episodi di Nowhere Boys (quarta stagione)
La quarta stagione della serie televisiva Nowhere Boys, conosciuta col titolo Battle for Negative Space e composta da 13 episodi, è stata trasmessa dal canale australiano ABC3 dal 3 al 15 dicembre 2018.
In Italia la quarta stagione è tuttora inedita.
| nº | Titolo originale             | Titolo italiano | Prima TV originale | Prima TV Italia |
| -- | ---------------------------- | --------------- | ------------------ | --------------- |
| 1  | We Are Not Alone Anymore     |                 | 3 dicembre 2018    | inedito         |
| 2  | Secrets, Lies, and Parasites |                 | 4 dicembre 2018    | inedito         |
| 3  | Lost in Negative Space       |                 | 5 dicembre 2018    | inedito         |
| 4  | The Cool Guy                 |                 | 6 dicembre 2018    | inedito         |
| 5  | Stranger Danger              |                 | 7 dicembre 2018    | inedito         |
| 6  | Mistaken Id-entity           |                 | 8 dicembre 2018    | inedito         |
| 7  | Keep Your Friends Close      |                 | 9 dicembre 2018    | inedito         |
| 8  | Off The Map                  |                 | 10 dicembre 2018   | inedito         |
| 9  | Double Trouble               |                 | 11 dicembre 2018   | inedito         |
| 10 | Attack of the Nematodes      |                 | 12 dicembre 2018   | inedito         |
| 11 | The Chosen One               |                 | 13 dicembre 2018   | inedito         |
| 12 | The Alternate World is Here  |                 | 14 dicembre 2018   | inedito         |
| 13 | The Entity Face Off          |                 | 15 dicembre 2018   | inedito         |